# Mark Bomback
Mark Bomback (sinh ngày 29 tháng 8 năm 1971) là một nhà biên kịch người Mỹ xuất thân từ New Rochelle, New York. Bomback tốt nghiệp Đại học Wesleyan, nơi anh theo học ngành Văn học Anh và Nghiên cứu điện ảnh.

## Danh sách phim

### Biên kịch
Phim điện ảnh:
- The Night Caller (1998)
- Godsend (2004)
- Live Free or Die Hard (2007)
- Deception (2008)
- Race to Witch Mountain (2009)
- Unstoppable (2010)
- Total Recall (2012)
- Người sói Wolverine (2013)
- Sự khởi đầu của hành tinh khỉ (2014)
- Những kẻ nổi loạn (2015)

Phim truyền hình:
- Legends (2014)